# 灰雁
灰雁（學名：Anser anser），又名大雁、沙鹅、灰腰雁、红嘴雁、沙雁、黄嘴灰雁，为雁属模式种。

## 生态环境
灰雁栖息于湖泊、河滩水域地带。他们经常选择水生植物密布的环境藏身，有时也在开阔的湖面游荡。憩息时常有一些灰雁放哨警戒。早晨、夜间或黄昏出来觅食。

## 分布地域
本物种是古北区代表鸟种之一，繁殖于西伯利亚南部、欧洲北部、东部、冰岛以及中国新疆西部北部、青海柴达木盆地青海湖、东北的内蒙古、黑龙江等省份；越冬于欧洲南部、地中海沿岸、伊拉克、印度西北部、中国南方的江苏、湖南、广东、福建等地也有本物种越冬。

## 特征

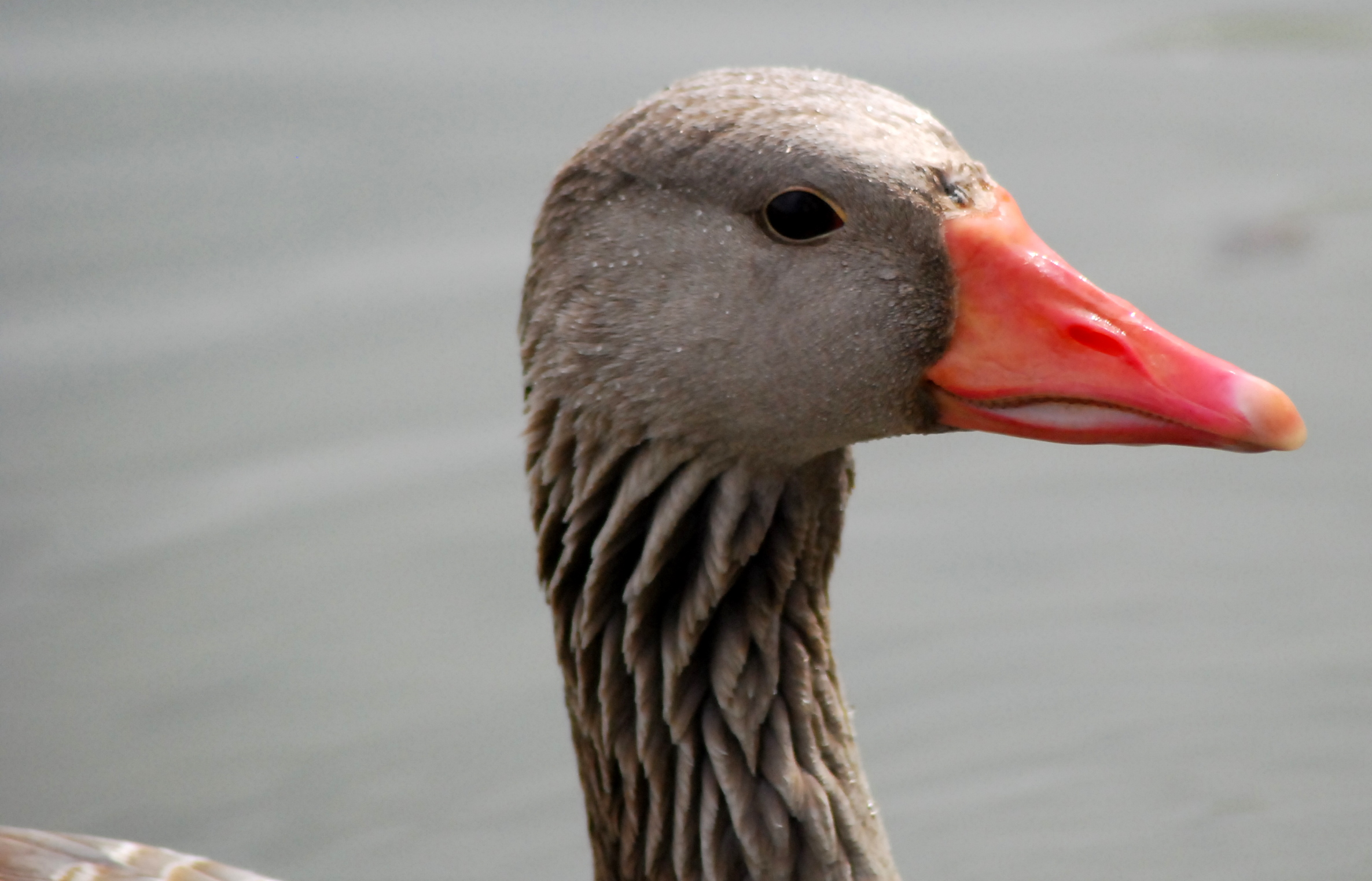
灰雁头部特写

体重1900-2350克，体长770-795毫米。雌雄两性全年体色概为灰褐色，嘴基周围有狭长的白纹。下背及腰部为较深灰鼠色、颈、胸和腹部淡灰色，腹部有黑色横纹眼棕色，嘴橙黄或略带红色。在野外观察中，本物种最大的特征就是没有特征，它不具有豆雁喙端醒目的黄色、鸿雁颜色对比鲜明的颈部，也不具有白额雁和小白额雁引人瞩目的白色额头，因此如果在野外看到一只灰褐色的大型雁类又没有观察到上述特征，且可以肯定地观察到粉红色的喙和脚，那么就可以判断其为灰雁。

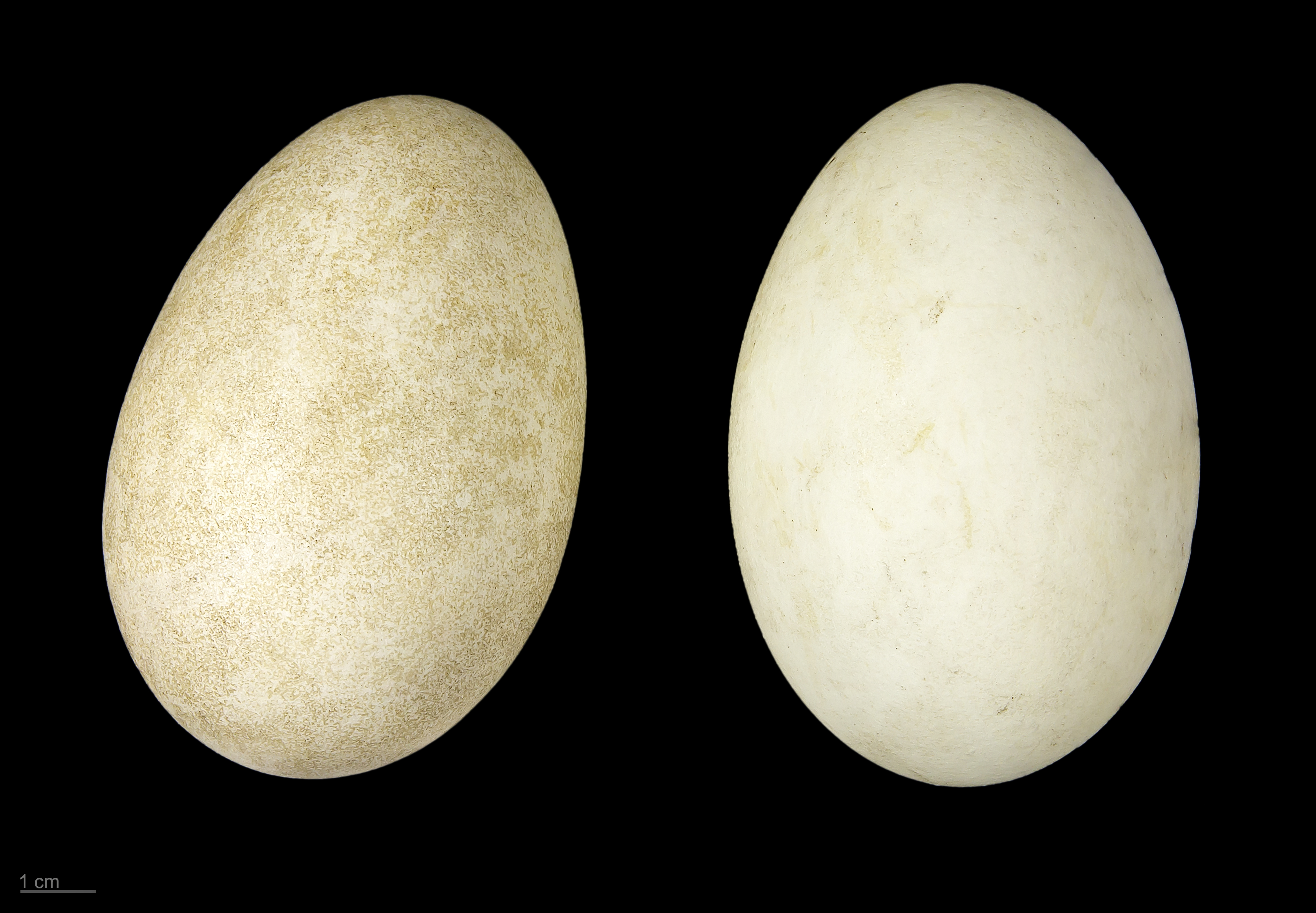
卵

## 食物
灰雁是植食性鸟类，以野草和种子为主要食物，偶尔也会取食小虾、田螺和一些鞘翅目昆虫。

## 繁殖与保护
灰雁的营巢地常常在水边草丛间，营巢时亲鸟在地上以苔藓、杂草或羽毛筑巢，有时在沼泽地区建筑群巢。每窝产卵4-6枚，卵呈乳白色。
本物种未列入保护名单，但由于过度捕猎和栖息地的破坏（如在鄱阳湖、洞庭湖等越冬地，受到非法捕猎和湖区破坏的威胁。本物种的数量呈下降趋势。

## 灰雁与鹅
普遍认为灰雁是欧洲家鹅的祖先。